# Pascal Lamy
Pascal Lamy (født 8. april 1947 i Paris) er tidligere generaldirektør for Verdenshandelsorganisationen (WTO), politisk rådgiver, forretningsmand og EU's handelskommissær.

## Uddannelse
Lamy er uddannet fra handelshøjskolen HEC Paris, Institut d'Études Politiques de Paris (Sciences Po), og École Nationale d'Administration.

## Karriere
Lamy var rådgiver for Jacques Delors og siden Pierre Mauroy. Da Delors blev formand for Europa-Kommissionen i 1984 tog han Lamy med sig til Bruxelles, hvor han arbejdede til 1994.
Dernæst arbejdede Lamy i den franske bank Crédit Lyonnais og spillede en vigtig rolle i dennes privatisering. I 1999 blev han udnævnt til EU-kommissær for handel. En post han bevarede frem til 2004.
Lamy blev formand for Notre Europe i 2004.
Fra 1. september 2005 til 1. september 2013 var Lamy generaldirektør for World Trade Organization.
| Foregående: Supachai Panitchpakdi | Generaldirektør for World Trade Organization 2005-2013 | Efterfølgende: Roberto Azevêdo |
| Foregående: Sir Leon Brittan      | EU-kommissær for handel 1999-2004                      | Efterfølgende: Peter Mandelson |